# (4469) Utting
(4469) Utting ist ein Hauptgürtelasteroid, der am 1. August 1978 vom Perth-Observatorium aus entdeckt wurde.
Der Asteroid wurde nach der Historikerin Muriel Janet Utting (1914–2001) benannt.